# Луксорский обелиск (Париж)
Луксо́рский обели́ск (фр. obélisque de Louxor) — стоя́щий в центре парижской площади Согласия во Франции древнеегипетский обелиск высотой 23 метра. Созданный при Рамзесе II, изначально он располагался у входа в Луксорский храм в Египте, но в начале 1830-х гг вице-король Мухаммед Али подарил его Франции.
Луксорский обелиск является самым древним (по времени создания самого объекта, а не его установки в Париже) монументом французской столицы. Вес объекта равняется 220 тоннам.

## История
Когда-то два обелиска-близнеца обозначали вход в Луксорский храм. В 1829 году вали и самопровозглашённый хедив Египта Мухаммед Али подарил обелиски Франции.
В августе 1832 года французский корвет «Сфинкс» отправился в Александрию на встречу с баржей «Луксор», чтобы забрать один обелиск и отвезти его во Францию. 1 апреля 1833 года оба судна направились в Тулон и достигли его 10 мая. 12 августа корабли вошли в порт города Шербур.
21 декабря обелиск был доставлен в Париж. 3 года спустя, 25 октября 1836 года, по указу короля Луи-Филиппа I обелиск был поставлен в центре площади Согласия.
Второй обелиск остался в Луксоре. Отказ от него был официально адресован египетскому правительству французским президентом Франсуа Миттераном во время его первого президентского мандата.

## Пьедестал
Гравировки на пьедестале обелиска, где показано:
- как обелиск был снят со своего места в Египте и вывезен во Францию
- и как он был установлен в Париже.

## Документалистика
- Документальный фильм. Режиссёр — Olivier Lemaitre. Производство — Séquana média. 2014 г (5 декабря 2017). Необыкновенное путешествие обелиска = L'Odyssee de l'obelisque. Россия-Культура. {{cite episode}}: |series= пропущен или пуст (справка); Внешняя ссылка в |credits= (справка)